# Kátia Born
Kátia Born Ribeiro (Maceió, 1 de janeiro de 1953) é uma dentista e política brasileira.

## Biografia
Formou-se em Odontologia pela Universidade Federal de Alagoas em 1975. Estreou na política em 1982, elegendo-se vereadora de Maceió pelo Partido do Movimento Democrático Brasileiro (PMDB). Na Câmara de Vereadores, da qual foi a primeira mulher presidente, atuou para promover a criação da Delegacia da Mulher e do Conselho Estadual de Defesa dos Direitos da Mulher.
Em 1992 foi nomeada Secretária Municipal de Saúde. Elegeu-se prefeita em 1996 pelo Partido Socialista Brasileiro (PSB), sendo a primeira mulher a exercer o cargo na capital alagoana. Foi reeleita em 2000, enfrentando seis candidatos no primeiro turno e vencendo no segundo turno, obtendo 61,26% dos votos válidos (170.073).
Ao final de seu segundo mandato, em janeiro de 2005, assumiu a Secretaria Estadual de Saúde de Alagoas. Nesse período aumentou o número de leitos na UTI neonatal de Arapiraca e Palmeira dos Índios e criou o primeiro núcleo do Serviço de Atendimento Móvel de Urgência (SAMU) no interior, em Arapiraca. 
Na capital, Maceió, conseguiu recursos na ordem de 15 milhões para a ampliação do número de leitos na Unidade de Emergência. Na área de saúde mental intensificou a interiorização dos serviços substitutivos aos hospitais psiquiátricos, sendo responsável pela criação nesse período de mais 28 Centros de Atenção Psicossocial.
Em 2008 assumiu a Secretaria de Ciência, Tecnologia e Inovação, criando a primeira lei de inovação tecnológica de Alagoas.
Comandou a Secretaria de Estado da Mulher, da Cidadania e dos Direitos Humanos de Alagoas, instalando o serviço Disk 180, que possibilitou a abertura de um espaço de denúncia e orientação para mulheres vítimas de violência em Alagoas.
Recebeu em dezembro de 2015 o Prêmio Pagu durante a realização do 2º Encontro Internacional de Mulheres Socialistas, O prêmio faz referência à escritora, poeta, jornalista e militante Patrícia Rehder Galvão, conhecida como Pagu, a primeira mulher presa no Brasil por motivações políticas.
Kátia Born já foi presidente estadual do Partido Socialista Brasileiro em Alagoas (PSB-AL), deixando o cargo em 2016.
Também foi Secretária de Saúde dos municípios de Rio Largo e de Palmeira dos Índio.
Foi coordenadora do Centro de Diagnóstico e Imagem Professor Alberto Cardoso, serviço da Universidade Estadual de Ciências da Saúde de Alagoas.
Atualmente, Secretária de Estado da Assistência e Desenvolvimento Social de Alagoas no governo Paulo Dantas. 